# Glappo
Glappo (Charles de son nom de baptême) était le chef du clan prussien des Warmiens (en) lors du grand soulèvement prussien (1260-1274) contre les chevaliers teutoniques.
En 1249, le pape Urbain IV a installé le légat Jacob Pantaleon pour soutenir l'ordre Teutonique et après la bataille de Durbe, le pape appelle à une croisade contre les Prussiens et détourne des chevaliers en route contre les Tatars pour se retourner contre les Prussiens. Ces croisades ont pour conséquence de soulever les Prussiens encore païens contre les croisés et Glappo et ses hommes réussissent à capturer Braunsberg. Après que Glappo a tendu une embuscade et tué quarante personnes ayant quitté la protection du château pour ramasser du bois de chauffage et du fourrage, Anselme, évêque de Varmie, décide de ne pas essayer de défendre la ville et l'abandonne.
En 1266, d'importants renforts pour les chevaliers teutoniques, conduits par Othon III et Jean Ier, co-princes du Brandebourg, arrivent en Prusse. Ils érigent un château aux confins des terres warmiennes et natangiennes entre Balga et Königsberg qu’ils nomment Brandebourg (aujourd'hui Ouchakovo). Informé par une indigène que la plupart des soldats avaient déserté le château pour entreprendre un raid, laissant l'endroit pratiquement sans défense, Glappo, à la tête des Warmiens, attaque et capture l’enceinte extérieure et les tours. À leur retour, les Teutoniques ne tentent pas de reprendre le château. L'année suivante, le margrave Othon est de retour pour rebâtir le château.
Glappo est tué en essayant de reprendre la place-forte : en 1273, alors que l'insurrection touche à sa fin, les Warmiens assiègent Brandebourg, mais omettent de garder suffisamment la route venant de Königsberg. Cela permet aux chevaliers de prendre les Prussiens à revers. Les Warmiens subissent une défaite écrasante et Glappo est capturé. Il est par la suite pendu sur une colline hors de Königsberg, parfois appelée « colline de Glappo » (Glappenberg). Il est le dernier chef prussien d’importance et, après sa mort, seuls les Pogésaniens continuent la lutte.